# Parlamentsplatz (metrostation)
Parlamentsplatz is een ondergronds station van de U-Bahn in Frankfurt am Main aan de U-Bahn-lijn U7 gelegen in het stadsdeel Ostend. Het station werd geopend op 30 mei 1992.
Station Parlamentsplatz ligt aan de U7 tussen de stations Habsburgerallee en Eissporthalle/Festplatz. Gezien vanuit het stadscentrum is het het tweede station op de zogenaamde Oostendlinie. Het Ostpark is in de directe omgeving.

## Constructie

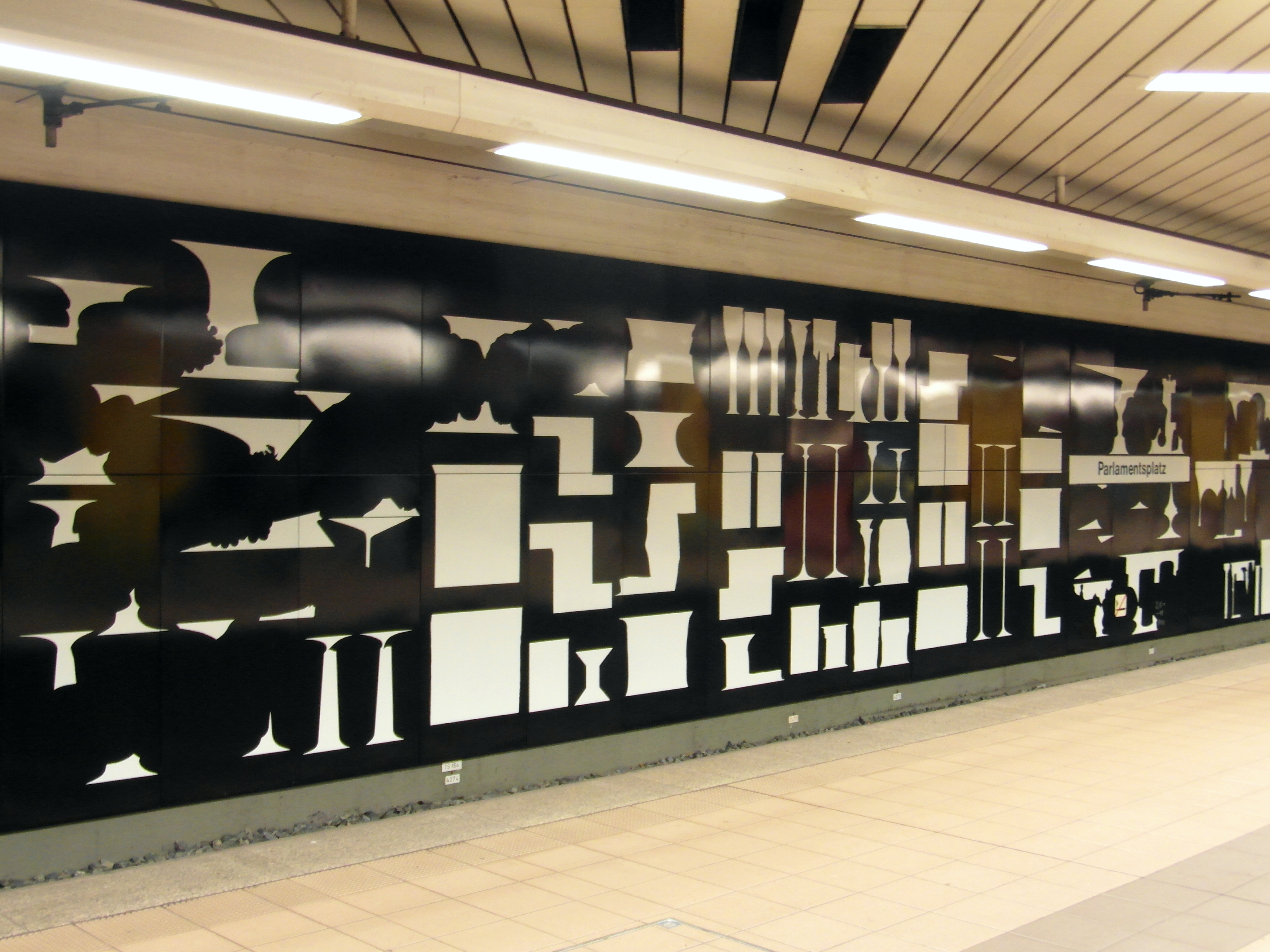
De brede zwart-wit afbeelding met een silhouet aan de muur van het metrostation Parlamentsplatz.

Het metrostation Parlamentplatz is gebouwd volgens de wanden-dakmethode, maar de aansluitende tunnels werden gebouwd met behulp van een gesloten mijnbouwmethode. Om kostenredenen is het station niet ontworpen door externe architecten, maar door het Stadtbahnbauamt zelf, wat architectonisch tot minder spectaculaire resultaten leidde dan in de eerste bouwfase.
Aan de pilaren van het station hangen gele metalen platen. De muur is betegeld in beige en er is ook een brede zwart-wit afbeelding met een silhouet. Op de emaille platen toont kunstenaar Udo Koch motieven uit de vormgeving van dagelijkse reclame-uitingen in veelal schematische illustraties. Uit hun verband gescheurde objecten als wasmachines, lampen of stofzuigers worden vergroot en schijnbaar verwisseld getoond. De FAZ beschreef het als "een grandioos schaduwtheater".  